# Afonso de Ornelas
Afonso de Ornelas Cisneiros ou Afonso Dornelas Cisneiros OC • ComC • ComSE • GOB • ComIP • MOCE • MRDA (Lisboa, 29 de Março de 1880 — 9 de Fevereiro de 1944), também assinando Affonso de Ornellas Cysneiros ou Affonso Dornellas Cysneiros, ou simplesmente Afonso de Ornelas, Afonso Dornelas, Affonso de Ornellas ou Affonso Dornellas, foi um investigador, escritor, arqueólogo e heraldista português.

## Família
Filho de João Carlos de Ornelas Cisneiros, de Dornelas Cisneiros, de Ornellas Cysneiros ou de Dornellas Cysneiros, nascido em Lisboa, Conceição Nova, a 6 de Março de 1851, Agrónomo, Engenheiro, etc, e de sua mulher, casados em Lisboa a 10 de Junho de 1877, Emília Augusta Teixeira de Lucena Beltrão, nascida em Leiria, Leiria, a 2 de Abril de 1853.

## Biografia
Erudito investigador e distinto escritor, Afonso de Ornelas iniciou a carreira militar em 1897, participando na expedição a Moçambique NYASSA 1899 dois anos depois. Em 1909 passou a prestar relevantes serviços à Cruz Vermelha Portuguesa. Coronel Equiparado desde 10 de Fevereiro de 1935. Dirigiu a revista Elucidário nobiliárquico (1928-1929) e foi o principal colaborador da primeira série da revista Armas e troféus iniciada e em 1932  lançada pelo Instituto Português de Heráldica. Colaborou em diversas publicações periódicas, nomeadamente: Revista de História  (1912-1928), Contemporânea (1915-1926),  Terra portuguesa  (1916-1927), Anais das bibliotecas, arquivo e museus municipais   (1931-1936), Diário de Lisboa: edição mensal (1933).

### Doutoramentos
Doutor Honorário em Ciências pela Oriental University of Washington

### Academias a que pertenceu
- Membro da Academia Real das Ciências de Lisboa
- Membro da Sociedade de Geografia de Lisboa
- Membro da Sociedade Portuguesa de Estudos Históricos
- Fundador e Presidente do Conselho Nobiliárquico de Portugal
- Fundador e Chanceler do Instituto Português de Heráldica
- Sócio de Honra da Academia Nacional de Genealogia e Heráldica
- Sócio de Honra da Comissão Académica dos Centenários de Ceuta e de Albuquerque
- Sócio de Honra do Real Instituto de Socorros a Náufragos
- Membro Honorário da Real Sociedade Humanitária do Porto
- Membro Honorário da Academia de História Internacional de Paris
- Membro Honorário da Academia Latina de Ciências, Artes e Belas Letras de Paris
- Membro Honorário do Instituto de Coimbra
- Membro Honorário da Real Academia de História de Madrid
- Membro Honorário da Academia Universal de Heráldica de Paris
- Membro Honorário do Instituto Heráldico de Paris
- Membro Honorário da Convenção Internacional de Heráldica de Bâle
- Membro Honorário da Real Associação dos Arqueólogos Portugueses, à qual prestou notáveis serviços
- Diretor-Fundador do Tombo Histórico-Genealógico de Portugal
- Cofundador com Alberto de Gusmão de Macedo Navarro do Tombo Histórico e Arqueológico de Portugal, em 1911
- Fundador do Instituto Histórico de Sintra
- Secretário-Geral da Academia Portuguesa de História
- Diretor, Comm.º e Sócio Benemérito da Sociedade Portuguesa da Cruz Vermelha

### Condecorações
- Medalha de Bronze de D. Luís I
- Medalha Militar de Ouro de Comportamento Exemplar
- Medalha da Rainha D. Amélia da Expedição a Moçambique NYASSA 1899
- Oficial da Ordem Militar de Nosso Senhor Jesus Cristo (29 de Março de 1919)[7]
- Comendador da Antiga, Nobilíssima e Esclarecida Ordem Militar de Sant'Iago da Espada, do Mérito Científico, Literário e Artístico (22 de Julho de 1919)[7]
- Grande-Oficial da Ordem de Benemerência (5 de Outubro de 1932)[7]
- Comendador da Ordem Militar de Nosso Senhor Jesus Cristo (25 de Março de 1935)[7]
- Comendador da Ordem da Instrução Pública (19 de Agosto de 1941)[7]
- etc.

### Algumas obras publicadas
Publicou valiosos trabalhos histórico-genealógicos e heráldicos, que o colocam a par dos mais insignes genealogistas e heraldistas. De entre as suas obras citam-se:
- 1913-1926 - História e Genealogia (14 volumes)
- 19??-19?? - Tombo Histórico-Genealógico (2 volumes), de colaboração com Alberto de Gusmão de Macedo Navarro
- 1918 - D. António Caetano de Sousa, a sua vida, a sua obra e a sua Família
- 1926-1929 - Elucidário Nobiliárquico (2 volumes) (de que foi Diretor), de colaboração com outros distintos escritores
- 1926-1931 - Apontamentos (2 volumes)
- 1942 - Os Almadas na História de Portugal, artigo na revista "Independência", Tomo II, Lisboa

## Casamento
Casou em Lisboa a 29 de Agosto de 1906 com Anunciada Maria Froment de Abreu, filha de Joaquim Pedro Froment de Abreu e de sua mulher Elmira Godinho, sem geração.